# 南極日和
『南極日和』(なんきょくびより)は、2010年7月4日から9月26日まで、テレビ朝日系列で放送されたミニ番組である。その後、2010年10月6日から2014年3月26日までBS朝日で放送された。ミサワホームの一社提供。

## 番組概要
南極の歴史や光景をはじめ、動植物達や昭和基地での生活など南極の全てを紹介する番組である。

## 出演者
- 原田知世（ナレーション）

## 主なゲスト
- 小野裕史（インフィニティ・ベンチャーズLLP共同代表パートナー、ウルトラマラソンランナー） - 2013年7月3日放送分出演

## 放送時間
2010年7月4日からテレビ朝日系列で放送を開始し、3か月限定で放送された。その後、2010年10月6日よりBS朝日での放送に移行した。
- テレビ朝日系列　日曜日　18:56 - 19:00　(2010年7月4日 - 9月26日)
- BS朝日　水曜日　22:54 - 23:00　(2013年9月19日 - 2014年3月26日)